# Plutzer (Miesbach)
Der Plutzer ist ein Gemeindeteil von Miesbach auf der Gemarkung Wies im oberbayerischen Landkreis Miesbach.

## Ortsbeschreibung
Die Einöde Plutzer liegt 1,1 km südwestlich des Miesbacher Bahnhofsplatzes und kann von Schweinthal über den Plutzerweg erreicht werden.

## Bergbau
Bei Miesbach baute man um 1847 bis 1911 in einem 1700 m langen Längenfeld oberhalb des Schlierachstollns in den Flözen „Plutzer I“, „Plutzer II“, „Karl“ und „Bayern“ sowie im tieferen „Mangfallstolln“ Pechkohle ab. Das andernorts 20–30 cm mächtige Flöz hatte laut genauen Vermessungen beim Plutzer eine Gesamtmächtigkeit von 1,2 m (0,6 Lachter) Kohle in drei Bänken, und setzte sich auf einer Länge von 600 m in gleicher Mächtigkeit nach Westen fort.
Der Münchener Fabrikant Carl Martin Ritter von Stegmayer erhielt 1847 die Konzession für ein privilegiertes Distriktfeld, das sogenannte Miesbacher Feld, um die dort anstehende Pechkohle abzubauen. Dazu gründete er den Oberbayerischen Bergwerksverein. Die Gesellschaft wurde kurz nach ihrer Gründung in Königlich-Bayerische privilegierte Steinkohlen-Gewerkschaft umbenannt. Später hieß sie Miesbacher Steinkohlen-Gewerkschaft und seit 1870 „Oberbayerische AG für Kohlenbergbau“ (Oberkohle).
Die Gesellschaft Oberkohle teufte Ende der 1840er-Jahre den 34 m tiefen Josef-von-Knorr-Schacht ab. Er wurde 1892 vom 148 m tiefen Neuen Schacht im Norden Miesbachs abgelöst, der bis 1911 weiterhin unter dem Namen Plutzer betrieben wurde.

## Bevölkerungsentwicklung
Um 1871 lebten in Plutzer drei Einwohner. Im Mai 1987 gab es nach einem vorübergehenden Anstieg auf sieben Einwohner um 1970 noch sechs Einwohner in zwei Häusern.
| Jahr      | 1871 | 1970 | 1987 |
| Einwohner | 3    | 7    | 6    |